# Vjekoslav Ivanišević (osnivač Hajduka)
Vjekoslav Ivanišević (Split, 7. travnja 1884. – Split, 12. svibnja 1955.), zvan Luiđi, nakon školovanja u Splitu upisuje Češku visoku tehničku školu u Pragu. Nakon diplomiranja do 1918. radi kao upravitelj gradilišta željezničke pruge Knin – Pribudić. Od 1920. radi u tvrtki koju je osnovao zajedno s inženjerima Ivanom Šakićem i Vladimirom Šorom, od 1921. pokreće svoju građevinsku tvrtku.
Ivanišević je bio član HSS, od 1938. do 1941. godine predsjednik je splitskog ogranka stranke. Zbog svog političkog opredjeljenje 1946. godine osuđen je na 6 godina zatvora jer je "narodnim" vlastima odbio ustupiti svoju građevinsku operativu. Nakon presude konfiscirana mu je i uništena moćna građevinska tvrtka koju je godinama podizao. Kaznu izdržava u Lepoglavi odakle je otpušten nakon što je odslužio dvije od šest godina. Nakon robije jedno vrijeme živi u Rijeci gdje predaje na Građevinskom tehnikumu. Godine 1950. dobio je moždani udar zbog čega odlazi u mirovinu te se vraća u Split gdje je umro 1955. godine.

## Hajduk
Vjekoslav Ivanišević jedan je od četvorice (ili petorice) splitskih studenata, osnivača HNK Hajduka. Ideja o osnivanju kluba nastala je u praškoj pivnici U Fleků, nakon što su odgledali susret tamošnjih klubova  "Sparte" i "Slavije". Kao osnivači navode se uz njega još i Fabjan Kaliterna, Lucijan Stella, Ivan Šakić, a po nekima i Vladimir Šore. U ljeto 1908. Ivanišević, Kaliterna, Stella, Šakić i Stjepan Lovrić prvi su put na Kraljevoj njivi demonstrirali nogomet kao igru. Na Kraljevoj njivi koja se prije koristila kao vojni poligon austro-ugarske vojske nastat će prvi stadion kluba Hajduk. Klub je osnovan 13. veljače 1911. kada je prihvaćena dozvola za rad kluba. Pravila kluba napisana su u splitskoj kavani "Troccoli".  Prvi predsjednik kluba postao je dr. Kruno Kolombatović. Vjekoslav Ivanišević bio je sudac na prvim utakmicama Hajduka.
Prema riječima Ante Dorića grb kluba je 1911. osmislio Vjekoslav Ivanišević, a najstarija sestra Fabjana i Luke Kaliterne, Ana Kaliterna, odnijela je taj crtež u samostan gdje su časne sestre klarise ručno izvezle 20-30 komada (25 po Dorićevim riječima). Grb je prvi put predstavljen u javnosti 1926. godine kao dio scenografije prilikom izvedbe Tijardovićeve operete 'Kraljica baluna'.
Grb se prema Dorićevim riječima sastojao od "25 bilih i crvenih kockica, a značilo je - kraška polja i doline kraljevine Hrvatske!", Dorić dalje piše "Onda je sestra od braće Kaliterna, zvala se Ana, nosila nacrtani grb u časnih sestara, to su bile klarise. I onda su to one vezle na ruke, Ana Kaliterna in je govorila kako to triba izgledat. Napravile su 25 grbova te 1911. godine, evo ja iman jednoga. Da mi ga je barba Fabjo. Čuvan ga, ne bi ga da za milijun dolara."